# Edward Kwitowski
Edward Jan Kwitowski (ur. 28 grudnia 1897 w Przemyślu, zm. 4–7 kwietnia 1940 w Katyniu) – kapitan administracji Wojska Polskiego, działacz niepodległościowy, kawaler Orderu Virtuti Militari, ofiara zbrodni katyńskiej.

## Życiorys
Urodził się 28 grudnia 1897 w Przemyślu, w rodzinie Harasyma i Rozalii Anieli z Ptaszczyńskich. Absolwent wydziałowej szkoły męskiej w Przemyślu.
15 sierpnia 1914 wstąpił do 3. kompanii 3 pułku piechoty Legionów Polskich, z którą walczył w Karpatach. 15 marca 1915 został przeniesiony do 4 pułku piechoty, a 21 czerwca tego roku do 1 pułku artylerii. Walczył w kampanii bukowińskiej i wołyńskiej. Po kryzysie przysięgowym wcielony do Polskiego Korpusu Posiłkowego, został internowany w Huszt na Węgrzech, a następnie wysłany na front włoski.
Po odzyskaniu niepodległości wstąpił do Wojska Polskiego i w szeregach 11 pułku artylerii polowej walczył z Ukraińcami (bił się o Przemyśl i Lwów), i wojnie 1920 r. (brał udział w ofensywie na Kijów). W 1920 przeniesiony do 4 pułku artylerii polowej, w którym służył do 1926. Ukończył Oficerską Szkołę dla Podoficerów w Bydgoszczy. 15 sierpnia 1928 prezydent RP mianował go podporucznikiem ze starszeństwem z 15 sierpnia 1928 i 69. lokatą w korpusie oficerów artylerii, a minister spraw wojskowych wcielił do pułku manewrowego artylerii w Toruniu. 2 grudnia 1930 prezydent RP nadał mu stopień porucznika z dniem 1 stycznia 1931 i 69. lokatą w korpusie oficerów artylerii. W marcu 1934 zajmował stanowisko zastępcy oficera administracji materiałowej pułku. W 1938 był już przeniesiony do korpusu oficerów administracji, grupa administracyjna. Na stopień kapitana został mianowany ze starszeństwem z 19 marca 1939 i 93. lokatą w korpusie oficerów administracji, grupa administracyjna. W tym czasie pełnił służbę w 31 pułk artylerii lekkiej w Toruniu na stanowisku oficera administracyjno-materiałowego.
W kampanii wrześniowej wzięty do niewoli przez Sowietów. W grudniu 1939 był już osadzony w Kozielsku. Między 3 a 5 kwietnia 1940 został przekazany do dyspozycji naczelnika Zarządu NKWD Obwodu Smoleńskiego (lista wywózkowa 2 kwietnia 1940, poz. 100). Między 4 a 7 kwietnia 1940 zamordowany w Katyniu i tam pogrzebany. Od 28 lipca 2000 spoczywa na Polskim Cmentarzu Wojennym w Katyniu.
5 października 2007 minister obrony narodowej Aleksander Szczygło mianował go pośmiertnie na stopień majora. Awans został ogłoszony 9 listopada 2007, w Warszawie, w trakcie uroczystości „Katyń Pamiętamy – Uczcijmy Pamięć Bohaterów”.
Był żonaty z Zofią z Drywów, z którą miał córkę Krystynę (ur. 29 kwietnia 1931) i syna Tadeusza.

## Ordery i odznaczenia
- Krzyż Srebrny Orderu Wojskowego Virtuti Militari nr 1273[1][16]
- Krzyż Niepodległości – 16 września 1931 „za pracę w dziele odzyskania niepodległości”[17][18][19]
- Krzyż Walecznych[20][21]
- Srebrny Krzyż Zasługi – 1938 „za zasługi na polu pracy społecznej”[9][22]
- Medal Pamiątkowy za Wojnę 1918–1921[20]
- Medal Dziesięciolecia Odzyskanej Niepodległości[20]
- Odznaka Pamiątkowa Więźniów Ideowych[23]
- Medal Zwycięstwa[20]